# Johanna Nestor
Johanna Nestor (nascida a 24 de novembro de 1917, em Mukachevo, condado de Bereg, Áustria-Hungria como Johanna "Hanna" Müller; falecida a 11 de outubro de 2012) foi uma embaixadora austríaca. Como uma das primeiras embaixadoras do país, ela foi considerada uma pioneira da diplomacia moderna na Áustria. Nestor foi embaixadora na República da Áustria em Nova Delhi, Índia (1966-1970), em Tel Aviv, Israel (1972-1976) e em Dublin, Irlanda (1979-1982).